# Costituzione della Repubblica di Cina
La Costituzione della Repubblica di Cina è la legge fondamentale della RDC (Taiwan) che, dal 1949, controlla solo la "zona libera della Repubblica di Cina", costituita sostanzialmente dall'isola di Formosa e alcune piccole isole lontane, gli unici territori non presi dai comunisti cinesi nella guerra civile cinese. È stata adottata dall'Assemblea Nazionale Costituente il 25 dicembre 1946 ed è entrata in vigore il 25 dicembre 1947, in un momento in cui la RDC aveva ancora il controllo della Cina continentale e alla quale applicò questa costituzione. 
La Costituzione è stata elaborata dal Kuomintang (KMT) come parte della sua terza fase dello sviluppo nazionale (cioè la democrazia rappresentativa). Inoltre il KMT ha anche istituito una repubblica centralizzata con cinque rami di governo. Anche se la Costituzione era destinata a tutta la Cina, non è stata né attuata in modo ampio né in modo efficace poiché il KMT era già pienamente coinvolto in una guerra civile con il Partito Comunista Cinese alla data della sua promulgazione. 
Dopo il ritiro del KMT a Taiwan nel 1949, le disposizioni temporanee efficaci durante il periodo della ribellione comunista hanno dato poteri extracostituzionali al governo KMT. Nonostante la Costituzione, Taiwan è stato uno Stato monoparitico autoritario. La democratizzazione è iniziata con la cancellazione della legge marziale nel 1987, l'abolizione delle disposizioni provvisorie nel 1991, la modifica alla Costituzione per far riflettere la perdita del governo dalla Cina continentale, la realizzazione delle relazioni attraverso lo stretto e la Costituzione formata hanno infine costituito la base di una democrazia multipartitica. 
Durante gli anni novanta e all'inizio del 2000, alcune persone iniziarono a sostenere "l'indipendenza di Taiwan" per spingere il governo a redigere una nuova costituzione taiwanese. Tuttavia, i tentativi dell'Amministrazione del Partito Progressista Democratico di creare una nuova Costituzione durante il secondo mandato del presidente del PPD Chen Shui-bian fallirono, perché il KMT controllava lo Yuan legislativo. È stato accettato solo di riformare la Costituzione della Repubblica di Cina, per non crearne una nuova. La Costituzione è stata modificata nel 2005, con il consenso del KMT e del PPD.

## Storia

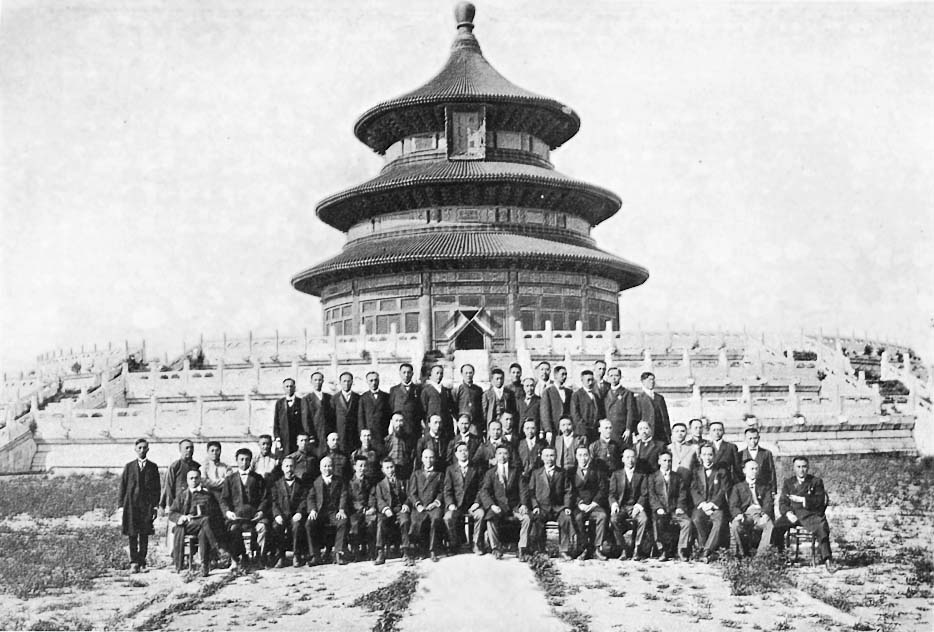
Il Comitato della Costituzione originale della RDC appena fondata, fotografato sui gradini del Tempio del Cielo di Pechino, dove il progetto è stato completato nel 1913.

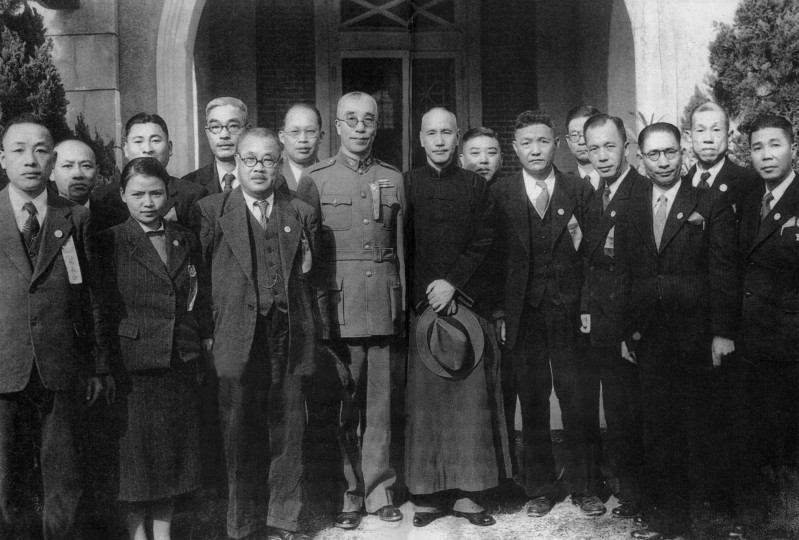
Diciassette delegati dell'Assemblea Nazionale delegati di rappresentare la Provincia di Taiwan in una foto con il presidente Chiang Kai-shek nel 1946.

La Costituzione provvisoria della RDC è stata elaborata nel marzo 1912 e ha costituito il documento di base della RDC fino al 1928. Ha fornito un sistema parlamentare in stile occidentale guidato da un debole presidente. Tuttavia, il sistema è stato rapidamente usurpato quando Song Jiaoren, che come leader del KMT doveva diventare primo ministro dopo la vittoria del partito nelle elezioni del 1913, è stato assassinato per conto del presidente Yuan Shikai. Yuan ha regolarmente ignorato l'assemblea eletta e ha assunto poteri dittatoriali. Alla sua morte nel 1916, la Cina si disintegrò in una dittaura militare e il governo di Beiyang che operava sotto la Costituzione rimase nelle mani di diversi leader militari. 
Il Kuomintang (KMT) sotto Chiang Kai-shek ha stabilito il controllo su gran parte della Cina entro il 1928 a seguito della vittoriosa Spedizione del Nord. Il governo nazionalista ha promulgato la Costituzione provvisoria del periodo di tutela politica il 5 maggio 1931. Sotto questo documento, il governo operava sotto un sistema monopartitico con potere supremo Detenuto dal Congresso Nazionale del Kuomintang e potere esecutivo detenuto dal Comitato Esecutivo Centrale del KMT. Il KMT ha voluto che questa Costituzione restasse in vigore finché il paese non sia stato pacificato e finché il popolo sia stato sufficientemente "istruito" per partecipare al governo democratico. 
La Costituzione attuale traccia le sue origini fino alla fine della seconda guerra sino-giapponese. L'esplosione imminente della guerra civile cinese ha spinto Chiang Kai-shek a promulgare una Costituzione democratica che avrebbe portato alla fine della legge sul monopartitismo del KMT. I comunisti cercavano una coalizione di un terzo nazionalista, un terzo comunista e un terzo degli altri partiti, per formare un governo che avrebbe preparato la nuova Costituzione. I comunisti cercavano una coalizione di un terzo nazionalista, un terzo comunista e un terzo di altri partiti, per formare un governo che avrebbe preparato la nuova Costituzione. Tuttavia, pur respingendo questa idea, il KMT e il PCC hanno organizzato congiuntamente una convenzione in cui entrambe le parti hanno presentato le proprie opinioni. Nel corso di un dibattito acceso, sono state soddisfatte molte delle richieste del PCC, tra cui l'elezione popolare dello Yuan legislativo. Insieme, questi progetti sono chiamati "Progetto Costituzionale della Convenzione Politica". La Costituzione, con revisioni minime dell'ultimo progetto, è stata adottata dall'Assemblea Nazionale il 25 dicembre 1946, promulgata dal Governo Nazionale il 1º gennaio 1947 ed entrata in vigore il 25 dicembre 1947. La Costituzione è stata vista come la terza e ultima fase della ricostruzione della Cina del KMT. I comunisti, pur avendo partecipato alla convenzione e avendo partecipando alla redazione della costituzione, boicottarono l'Assemblea Nazionale della Repubblica di Cina|Assemblea Nazionale e hanno dichiarato dopo la ratifica che non solo non avrebbero riconosciuto la Costituzione della RDC, ma anche che tutte le bollette passate dall'Amministrazione Nazionalista sarebbero state ignorate. Tuttavia, a causa della loro esibizione nelle elezioni (circa 800 su 3045 posti), il loro boicottaggio non ha impedito all'Assemblea di raggiungere il quorum e quindi di eleggere Chiang Kai-shek e Lee Tsung-ren rispettivamente come presidente e vicepresidente. Zhou Enlai ha contestato la legittimità dell'Assemblea Nazionale nel 1947 affermando che il Kuomintang avrebbe raccolto i propri membri 10 anni prima, e quindi che l'Assemblea non avrebbe potuto essere rappresentanti legali del popolo cinese.

## Contenuto
La fondazione della RDC è stata incentrata sui Tre Principi del Popolo, che ha richiesto l'istituzione di un governo del popolo, governato dal popolo e per il popolo. Un governo del popolo invoca l'idea del nazionalismo civico, che ha cercato di creare unità tra i cinque gruppi etnici tradizionali in Cina (Han, Manchus, Mongoli, Hui e tibetani) per resistere all'imperialismo europeo e giapponese come una nazione forte. Un governo da parte del popolo ha cercato di creare una democrazia parlamentare occidentale e una separazione dei poteri. In origine, l'Assemblea Nazionale era il "parlamento" della repubblica, ma ha perso significato negli anni novanta ed è stato abolito nel 2005 con i suoi poteri trasferiti allo Yuan legislativo. Il Dr. Sun ha anche aggiunto due rami di governo dall'eredità del passato imperiale cinese ai tre rami dei governi occidentali. I cinque rami o Yuan sono: 
- Yuan esecutivo;
- Yuan legislativo;
- Yuan giudiziario;
- Yuan d'esame;
- Yuan di controllo.

Mentre l'intento originario era quello di avere un sistema parlamentare (come dimostrato nell'esistenza di un presidente e di un primo ministro), a causa delle disposizioni provvisorie, Gimo Chiang Kai-shek è stato autorizzato dall'Assemblea nazionale a ridurre la funzione del premier e concentrare più potere al presidente. Di conseguenza, l'attuale governo è in pratica un sistema semi-presidenziale. Un governo per la gente significa che deve in una certa misura fornire servizi essenziali per il benessere della società. Esempi di questo principio in pratica sono il New Life Movement e il National Health Insurance. 

### Tre Principi del Popolo
I Tre Principi del Popolo sono Minzu, Minquan e Minsheng, definiti approssimativamente come nazionalismo, democrazia e sostentamento del popolo.

## Applicazione della Costituzione a Taiwan

### Sospensione della costituzione e della legge marziale
Il 10 gennaio 1947, il governatore Chen Yi ha annunciato che la nuova Costituzione della RDC non sarebbe stata a Taiwan dopo che entrò in vigore nella Cina continentale il 25 dicembre 1947, mentre Taiwan era ancora sotto occupazione militare e anche che i taiwanesi erano politicamente ingenui e quindi non erano capaci di autogovernarsi. Più tardi quell'anno, Chen Yi è stato licenziato e il governo provinciale di Taiwan è stato istituito. Dal marzo 1947 al 1987, Taiwan era in stato di diritto militare. Anche se la costituzione prevedeva regolari elezioni democratiche, queste non erano state tenute a Taiwan fino agli anni novanta. 
Il 18 aprile 1948 l'Assemblea Nazionale ha aggiunto alla Costituzione le "Disposizioni temporanee efficaci nel periodo della ribellione comunista". Questi articoli hanno aumentato notevolmente il potere del presidente e hanno abolito i due limiti di tempo per il presidente e il vice presidente. Nel 1954, lo Yuan giudiziario stabilì che i delegati eletti nell'Assemblea Nazionale e nello Yuan legislativo nel 1947 rimanessero in carica fino a quando non si sarebbero potute tenere nuove elezioni nella Cina continentale che era entrata sotto il controllo del Partito Comunista Cinese nel 1949. Questa regola giudiziaria ha permesso al KMT di governare in modo incontrollato a Taiwan fino agli al 1990. Nel 1991, a questi membri è stato ordinato di dimettersi da sentenza dello Yuan giudiziario. 
Negli anni settanta, le elezioni supplementari cominciarono a essere svolte per lo Yuan legislativo. Anche se questi erano per un numero limitato di posti, consentivano la transizione verso un sistema politico più aperto. 

### Democratizzazione
Alla fine degli anni ottanta, la Costituzione ha affrontato la crescente democratizzazione su Taiwan combinata con la mortalità dei delegati eletti nel 1947. Di fronte a queste pressioni, il 22 aprile 1991, la prima Assemblea Nazionale ha votato fuori ufficio, ha abolito le disposizioni temporanee approvate nel 1948 e ha adottato importanti modifiche che hanno consentito liberamente le elezioni.
Il 27 maggio 1992 sono stati approvati altri emendamenti (noti come "Seconda revisione"), in particolare per consentire l'elezione diretta del Presidente della RDC, il governatore della provincia di Taiwan e dei sindaci comunali. Dieci nuovi emendamenti per sostituire le diciotto emendamenti della prima e seconda revisione sono state approvate il 28 luglio 1994. Gli emendamenti approvati il 18 luglio 1997 hanno razionalizzato il governo provinciale di Taiwan e hanno concesso allo Yuan legislativo poteri di accusa. La costituzione è stata successivamente rivista nel 1999 e nel 2000, con la precedente revisione dichiarata annullata lo stesso anno dal Consiglio dei Grandi Giudici. Un'altra revisione della costituzione è avvenuta nel 2005, la quale ha sciolto l'Assemblea Nazionale, ha riformato lo Yuan legislativo e ha previsto che la futura modifica costituzionale sia ratificata dal referendum.
Il passaggio di un emendamento alla Costituzione della RDC richiede ora un consenso politico insolitamente ampio, che include l'approvazione da tre quarti del quorum dei membri dello Yuan legislativo. Questo quorum richiede almeno tre quarti di tutti i membri dello YL. Dopo aver superato lo YL, gli emendamenti devono essere ratificati da almeno il cinquanta per cento di tutti gli elettori ammissibili della RDC, indipendentemente dall'atteggiamento degli elettori.
Va inoltre rilevato che, poiché la costituzione della RDC è, almeno nominalmente, la costituzione di tutta la Cina, gli emendamenti evitano ogni riferimento specifico all'area di Taiwan e, invece, utilizzano l'espressione "Spazio libero della Repubblica di Cina". In questo modo ci si riferisce a tutte le aree sotto il controllo della RDC. Inoltre, poiché il preambolo degli emendamenti affermava di soddisfare i requisiti della nazione prima dell'unificazione nazionale, questi emendamenti sarebbero automaticamente annullati nel caso della riunificazione cinese. Di conseguenza, tutti gli emendamenti post-1991 sono stati mantenuti come una parte separata della Costituzione, consolidata in un unico testo di dodici articoli.

### Sfida di legittimità
Un certo numero di critiche sono state risolte dalla Costituzione della RDC da parte dei sostenitori dell'indipendenza di Taiwan. Fino agli anni novanta il documento è stato considerato illegittimo da avvocati indipendenti, perché non è stato redatto a Taiwan, inoltre consideravano che il territorio sovrano giapponese è stato ceduto al Trattato di pace di San Francisco in vigore dal 28 aprile 1952. I sostenitori dell'indipendenza hanno sostenuto che la Costituzione non è mai stata legalmente applicata a Taiwan, perché Taiwan non è stato formalmente incorporato nel territorio della RDC attraverso l'Assemblea Nazionale secondo le specifiche dell'articolo 4. Anche se la costituzione promulgata nel 1946, non ha definito il territorio della RDC, mentre la bozza della costituzione del 1925 ha elencato singolarmente le province della RDC, Taiwan non era tra loro dal momento che faceva parte del Giappone come risultato del trattato di Shimonoseki del 1895. La costituzione prevedeva anche che nell'articolo 4, "il territorio della RDC è il territorio originale governato da essa, e, se non autorizzato dall'Assemblea Nazionale, non può essere modificato." Nel 1946, Sun Fo, il ministro dello Yuan esecutivo della RDC riferì all'Assemblea Nazionale che "ci sono due tipi di cambiamenti di territorio: 
1. rinunciare al territorio;
2. annessione di un nuovo territorio.

Il primo esempio sarebbe l'indipendenza della Mongolia, e il secondo esempio sarebbe la bonifica di Taiwan: entrambi sarebbero esempi di cambiamenti territoriali. Nessun attacco formale delle isole di Taiwan dall'Assemblea Nazionale conforme alla costituzione della RDC è mai avvenuto dal 1946, anche se l'articolo 9 degli articoli aggiuntivi della Costituzione della Repubblica di Cina cita: "Le modifiche delle funzioni, delle operazioni e l'organizzazione del governo provinciale di Taiwan possono essere specificate dalla legge". La RDC sostiene che la sovranità di essa su Taiwan è stata istituita dallo strumento di consegna da parte del Giappone che ha attuato la dichiarazione di Potsdam e la dichiarazione del Cairo. Gli Alleati non hanno convenuto o non erano d'accordo con questa logica. Inoltre, la RDC sostiene che l'articolo 4 del trattato di Taipei annulla il trattato di Shimonoseki e il trasferimento originario della sovranità di Taiwan dalla Cina verso il Giappone. Poiché questo trasferimento della sovranità è avvenuto nel 1945, prima della promulgazione della costituzione del 1947, il governo del ROC è del parere che una risoluzione dell'Assemblea Nazionale non fu necessaria.
Mentre entrambi gli argomenti simbolici e legali sono stati utilizzati per screditare l'applicazione della Costituzione della RDC a Taiwan, il documento ha acquisito una maggiore legittimità tra i sostenitori dell'indipendenza durante la fine degli anni ottanta e nei primi anni novanta a causa della democratizzazione ed è ora accettata come legge fondamentale della Repubblica di Cina da tutti i maggiori partiti. Tuttavia, ci sono proposte che sono state lanciate, in particolare dai sostenitori dell'indipendenza di Taiwan e dai sostenitori del movimento di localizzazione di Taiwan, per sostituire l'attuale Costituzione con un documento redatto dai taiwanesi a Taiwan.

### I quattro diritti fondamentali delle persone
Il capitolo 12 sancisce i cosiddetti quattro diritti del popolo: elezione di funzionari pubblici, richiamo di funzionari pubblici, iniziativa legislativa e referendum.

## Referendum e riforma costituzionale
Una controversia recente che coinvolge la costituzione è il diritto al referendum menzionato nella Costituzione. Infatti viene affermato che "l'esercizio dei diritti di iniziativa e del referendum è prescritto dalla legge",, ma la legislazione che prescrive le pratiche sono state bloccate dalla coalizione pan-azzurra in gran parte per il sospetto che i proponenti di una legge sul referendum sarebbero stati utilizzati per rovesciare la Costituzione della RDC e per fornire un mezzo per dichiarare l'indipendenza di Taiwan. Una legge del referendum è stata approvata il 27 novembre 2003 e firmata dal presidente Chen Shui-bian il 31 dicembre 2003, ma la legge stabilisce norme elevate per i referendum, come il requisito che possono essere chiamati solo dal presidente nei momenti di attacco imminente. Nel 2003, il presidente Chen Shui-bian ha proposto di tenere un referendum nel 2006 per l'attuazione di una costituzione completamente nuova il 20 maggio 2008. I sostenitori di una tale mossa, cioè la coalizione pan-verde, sostengono che la Costituzione attuale appoggi una specifica ideologia (cioè i Tre Principi del Popolo) appropriata per gli Stati comunisti. Inoltre, sostengono che sia necessario un governo più "efficiente" per far fronte alle mutevoli realtà. Alcuni sostenitori supportano la sostituzione della struttura governativa a cinque rami delineata dai Tre Principi del Popolo con un governo a tre rami. Altri sostengono la situazione attuale tra il settore esecutivo e quello legislativo e sostengono che si debba sostituire il sistema presidenziale con un sistema parlamentare. Inoltre, la Costituzione attuale precisa gli emendamenti attuati a Taiwan "per soddisfare i requisiti della nazione prima dell'unificazione nazionale ...", in opposizione diretta alla coalizione pan-verde che vuole che Taiwan debba rimanere separato dalla madrepatria.
La proposta di attuare una costituzione completamente nuova si è incontrata con una forte opposizione dalla Repubblica popolare cinese e con grande disagio dagli Stati Uniti, entrambi temendo la proposta di riscrivere la Costituzione come uno sforzo velato per raggiungere l'indipendenza di Taiwan, in quanto taglierebbe il legame legale con la Cina continentale. Nel dicembre 2003, gli Stati Uniti hanno annunciato la loro opposizione a qualsiasi referendum che tenderebbe a spostare Taiwan verso una "indipendenza" formale, una dichiarazione che è stata ampiamente vista come diretta alle proposte costituzionali di Chen.
In risposta, la coalizione pan-azzurra ha tentato di affermare che una nuova costituzione e referendum costituzionale non erano necessari e che le inefficienze della Costituzione della RDC potevano essere approvate attraverso il normale processo legislativo.
Nel suo incontro inaugurale del 20 maggio 2004, Chen ha chiese un "Comitato di riforma costituzionale", formato da "membri del partito di governo e dei partiti dell'opposizione, nonché da esperti legali, studiosi accademici e rappresentanti di tutti i campi che coprano tutte le classi" per decidere le riforme adeguate. Promise anche che la nuova Costituzione non avrebbe cambiato la questione sulla sovranità e sul territorio. Questa proposta non andò a buon fine a causa della mancanza di cooperazione da parte della coalizione pan-azzurra.
L'ex presidente Ma Ying-jeou ha affermato che la riforma costituzionale non era una priorità per il governo.